# 小川基
小川 基（おがわ もとい、1972年 - ）は、アイヌ文化継承者、アイヌ文様切り絵作家、アイヌルーツ音楽家、アイヌ文様デザイナー、アイヌ古式舞踏継承者。北海道札幌市白石区生まれ。ToyToy（トイトイ:アイヌ語で「土の魂」の意味）の名で活動している。
母、祖母よりアイヌ文様などの文化継承を受ける 。アイヌ音楽の分野ではトンコリ、ムックリの演奏者としても知られ、2008年にファースト・アルバム「INONNO」をリリースした。保育園や各教育機関、グループホームなどでウポポ（歌）とリムセ（踊り）、切り絵を組み合わせたワークショップを行っている。また、アイヌ文様切り絵作家、アイヌ文様デザイナーとしては、2013年に札幌で開催された「NUPEKI展～アイヌ文様切り絵の世界～＊nupei 光」を初めとして、個展及び展示活動を行う。ワイナリーや各種イベントのロゴデザインの作成の他、2019年10月に開催されたG20観光大臣会合では、製作したアイヌ文様グラスが贈答品として採用されるなど、北海道アイヌ文化を代表するデザイナーとしても知られている。

## 経歴
- 1972年 - 北海道札幌市白石区に生まれる
- 1991年 - 北星余市高校卒業
- 1992年 - 沖縄大学中退
- 2008年 - ファースト・アルバム「INONNO」をリリース
- 2010年 - ToyToy屋を屋号としてデザイナー業を開業
- 2011年 -「AINU　Design Pendant」が札幌スタイルの認証を受ける
- 2015年 - TEDxSapporoでスピーカー[12]として講演

## 出演
- TEDxSapproro 2015 スピーカー[12]